# Félix Farkas
Félix Farkas (maďarsky Farkas Félix; * 21. dubna 1960, Mezőkövesd) je maďarský politik romského etnika a od roku 2014 první romský menšinový přímluvčí v maďarském Zemském sněmu. 

## Biografie
Narodil se roku 1960 ve městě Mezőkövesd v tehdejší Maďarské lidové republice. Od roku 1975 pracoval ve stavebním průmyslu, posléze od roku 1984 působil jako pracovník galvanického pokovování. V roce 2007 odmaturoval na Földes Ferenc Gimnázium v Miskolci, následně mezi lety 2011 a 2014 byl studentem politologie na Univerzitě v Miskolci (Miskolci Egyetem).

### Politická kariéra
V roce 1998 se stal členem romské menšinové organizace Lungo Drom a v roce 2003 byl zvolen i do celostátního vedení. V komunálních volbách roku 2006 byl zvolen za pravicovou koalici Fidesz–KDNP do župního zastupitelstva župy Borsod-Abaúj-Zemplén. V komunálních volbách roku 2010 byl opětovně zvolen. 
V parlamentních volbách v roce 2014 byl poprvé zvolen parlamentním menšinovým přímluvčím za romské etnikum. Ve volbách 2018 byl do této funkce znovuzvolen.

## Ocenění
- Maďarsko: Maďarský záslužný kříž (2011)